# Rue Victorien-Sardou (Paris)
Pour les articles homonymes, voir Rue Victorien-Sardou.
Ne doit pas être confondu avec Square Victorien-Sardou ou Villa Victorien-Sardou.
La rue Victorien-Sardou est une voie du 16e arrondissement de Paris, en France.

## Situation et accès
La rue Victorien-Sardou est une voie privée située dans le 16e arrondissement de Paris. Elle débute au 116, avenue de Versailles et se termine au 1, villa Victorien-Sardou.

## Origine du nom

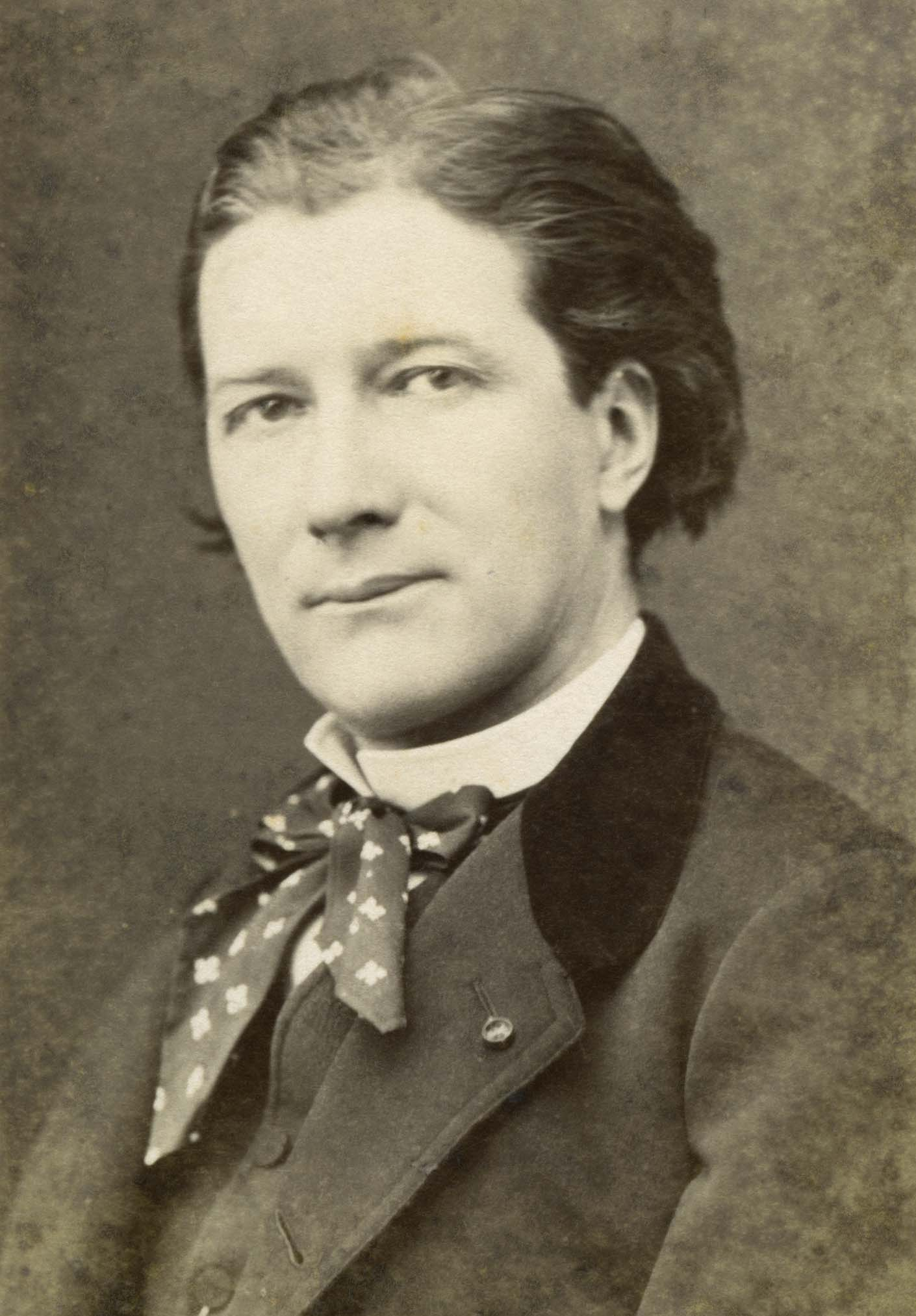
Victorien Sardou, vers 1880.

Elle porte le nom de l'auteur dramatique français Victorien Sardou (1831-1908).

## Historique
Cette voie est créée sous sa dénomination actuelle en 1909 et a été ouverte à la circulation publique par un arrêté du 23 juin 1959.